# Loris
Loris är ett släkte i familjen lorier som tillhör ordningen primater.

## Systematik, utbredning och hotstatus
I släktet ingår två arter:
- Loris tardigradus (spenslig lori) är endemisk på Sri Lanka. Arten räknas av IUCN på grund av habitatförlust som starkt hotad (endangered), och hela beståndet uppskattas med 1 500 till 2 500 vuxna individer.[2]
- Loris lydekkerianus förekommer i södra Indien samt i norra och östra delar av Sri Lanka. Arten är inte sällsynt och därför betraktas den av IUCN som livskraftig.[3]

Båda arter vistas i olika sorters skogar, ofta med tät undervegetation.
Det vetenskapliga släktnamnet bildas av nederländska loeris (gycklare) och syftar på djurens utseende.

## Kännetecken
Arterna kännetecknas av sin slanka bål och långa lemmar. De når en kroppslängd mellan 18 och 26 centimeter och de har ingen svans. Vikten ligger mellan 85 och 300 gram. Loris tardigradus har på ovansidan en rödaktig till rödbrun päls medan Loris lydekkerianus päls är mera gråbrun, buken är hos båda arter ljusare till vitaktig. Det andra fingret och tån är förminskade. Huvudet utmärks av stora runda ögon med brunaktig päls omkring. Mellanväggen mellan ögonen har förminskats till ett minimum. Även öronen är runda och de saknar hår runt kanten

## Levnadssätt
Arterna är aktiva på natten och vistas främst i träd. På dagen vilar de i ett trädhål. De rör sig vanligen långsamt bland grenarna, där de med sina modifierade fingrar får särskilt bra grepp. Individerna är mer sociala än hos andra lorier, och ofta syns flera individer som vilar tillsammans.
Födan utgörs främst av insekter. I viss mån äter de även små ryggradsdjur, fågelägg och olika växtämnen som frukter och unga skott.
En hanes revir överlappar med flera honors revir med vilka han parar sig. Dräktigheten varar i cirka 170 dagar och sedan föds vanligen en enda unge. Ungen avvänjs efter 6 till 7 månader och den blir könsmogen efter ungefär 10 månader. Individer i fångenskap kan bli upp till 15 år gamla.